# دبليو 66 (قنبلة نووية)
دبليو 66  هو رأس حربي نووي حراري  على نظام الصواريخ المضادة للصواريخ الباليستية ومصمم ليكون جهاز اعتراض قصير المدى لإسقاط الرؤوس الحربية القادمة.
كان دبليو 66 ذو إنتاجية منخفضة وهو قنبلة نووية حرارية وقد تم تصميمه لتدمير رأس حربي وارد أو تعطيله باستخدام تدفق نيوتروني  وبدرجة أقل من الأشعة السينية وتأثيرات الانفجار.